# 山口市立図書館
山口市立図書館（やまぐちしりつとしょかん）は、山口市立の公立図書館の総称。
合併前の旧市町単位で設置されている図書館および移動図書館（ぶっくん）を含めて山口市立図書館と称する。
かつては各館で相互の取り寄せができなかったが、2008年3月から市立図書館全館で他館資料の取り寄せが可能となり（視聴覚資料除く）、また貸出した館以外での返却も可能となった（ただし、視聴覚資料を除く）。

## 沿革
以下のリンクに、各図書館の沿革が示されている。
- 山口市立図書館のサービス計画（平成19年1月策定）　巻末資料

## 各図書館の概要
各館とも貸出可能資料数に以下の制限がある（ただし阿東図書館を除く。後述）。
- 図書を10冊まで
- 雑誌（最新号以外）を5冊まで
- CD、ビデオ等を3点まで
  - 上記には山口市立図書館貸出分、「ぶっくん」貸出分を含む
  - 貸出期間はいずれも15日以内

### 山口市立中央図書館

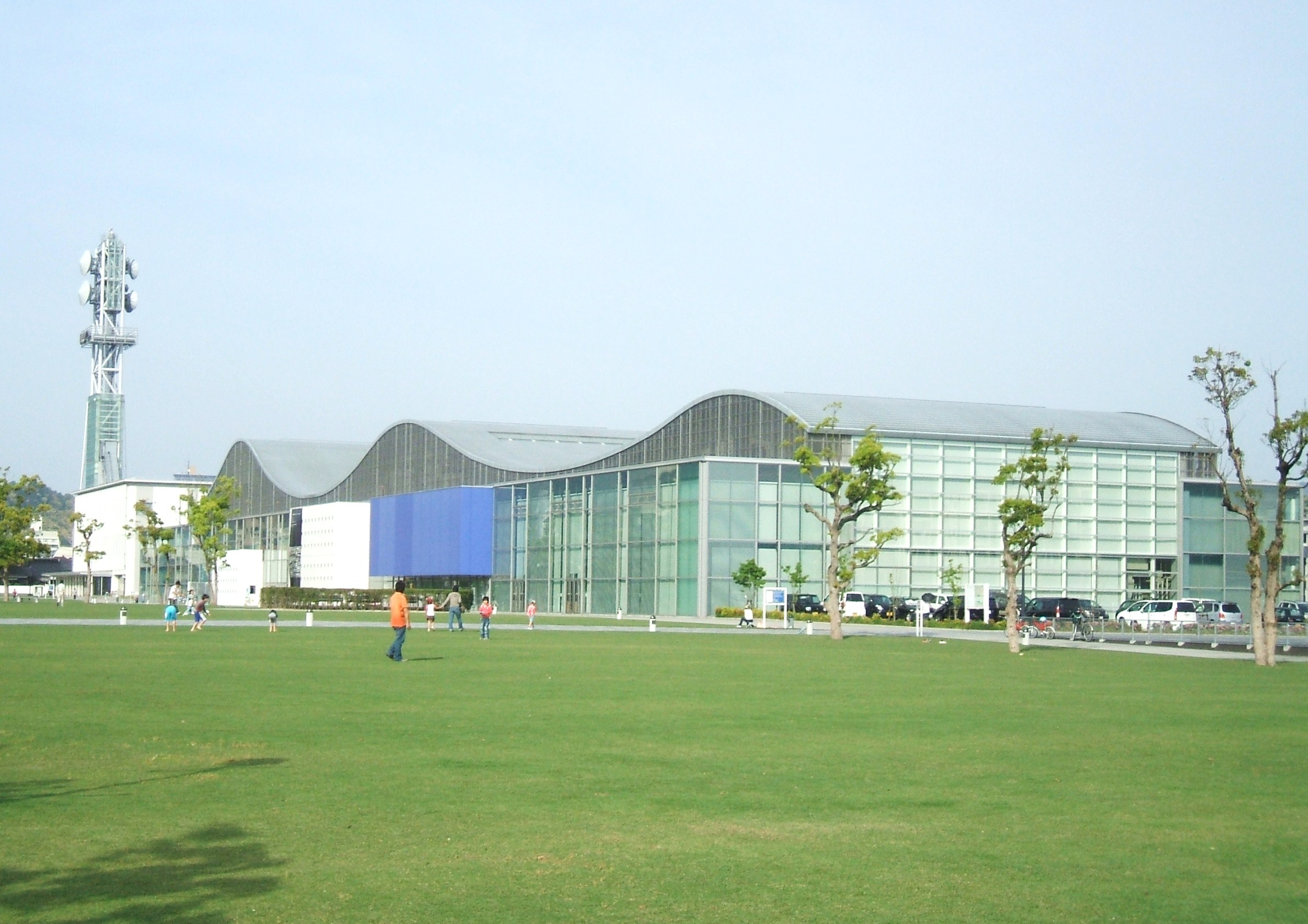
山口市立中央図書館（山口情報芸術センター内）

山口市中園町7-7の山口情報芸術センター内に併設されている図書館である。それまで山口市（合併前）には県立山口図書館があることもあって市立の図書館がなかったが、2003年11月1日のセンターオープンに併せて山口市初の市立図書館として設置された。
各市立図書館の蔵書はインターネットから検索・貸出予約・借りている資料の確認などを行うことができる。返却は他の山口市立図書館や「ぶっくん」、山口地区の各公民館でも可能。また、定期的に職員とボランティアによるおはなし会が催されている。図書館が閉まっているときは玄関のブックポストに図書・雑誌・紙芝居のみ返却できる。
開館時間
- 平日：10:00～19:00
- 土日：10:00～17:00
- 祝日：10:00～17:00

休館日
- 火曜日、年末年始、図書整理日、特別整理期間

### 山口市立小郡図書館
山口市小郡下郷609-1にある図書館である。山口市と合併する前は、小郡町立小郡図書館であった。2008年11月3日に新図書館がオープンした。図書館が閉まっているときは玄関のブックポストに蔵書のみ返却できる。
開館時間
- 平日：10:00～19:00
- 土日：10:00～17:00

休館日
- 火曜日、祝日、年末年始、図書整理日、特別整理期間

### 山口市立阿知須図書館
山口市阿知須2737-1にある図書館である。山口市と合併する前は、阿知須町立図書館であった。愛称は「きらら館」。図書館が閉まっているときはブックポスト（ドライブスルー型）に蔵書のみ返却できる。
開館時間
- 平日：10:00～18:00
- 土日：9:00～17:00

休館日
- 月曜日、祝日、年末年始、月末整理日、特別整理期間

### 山口市立徳地図書館
山口市徳地堀1527-3にある図書館である。山口市と合併する前は、徳地町立図書館であった。図書館が閉まっているときは玄関のブックポストに蔵書のみ返却できる。
開館時間
- 平日：10:00～18:00
- 土日：9:00～17:00

休館日
- 月曜日、祝日、年末年始、月末整理日、資料点検期間

### 山口市立阿東図書館
山口市阿東徳佐中3375-3にある図書館である。山口市と合併する前は、阿東町立図書館であった。図書館が閉まっているときは阿東地域交流センター内返却ポストに蔵書のみ返却できる。また、借りるときに手続きをすれば、阿東総合支所内の各地域交流センター分館でも返却できる。
開館時間
- 平日および土日：9:00～17:00

休館日
- 月曜日、祝日、年末年始、図書整理日、特別整理期間

貸出
- 5冊まで3週間、CDは2枚まで1週間（本とCDを一緒に借りるときは、併せて5点まで）

### 山口市立秋穂図書館
山口市秋穂東6823-1にある図書館である。2010年8月1日に秋穂地域交流センター併設の形でオープンした。
開館時間
- 平日：10:00～18:00
- 土日：9:00～17:00

休館日
- 月曜日、祝日、年末年始、図書整理日、特別整理期間

### 移動図書館（ぶっくん）
週3日、2週間に1度、6コースを順番に定期的に運行する。1つの場所につき約40分の利用ができる。
「ぶっくん」で借りた資料は市立図書館（阿東除く）や山口地区の各公民館（ただし白石を除く）でも返却することができる。また、中央図書館の蔵書（CD、ビデオ等を除く）を「ぶっくん」に返却することも可能。
また、中央図書館の本と合わせて一人10冊までの本を借りることができる。